# Rogas
Rogas är ett släkte av steklar. Rogas ingår i familjen bracksteklar.

## Bildgalleri

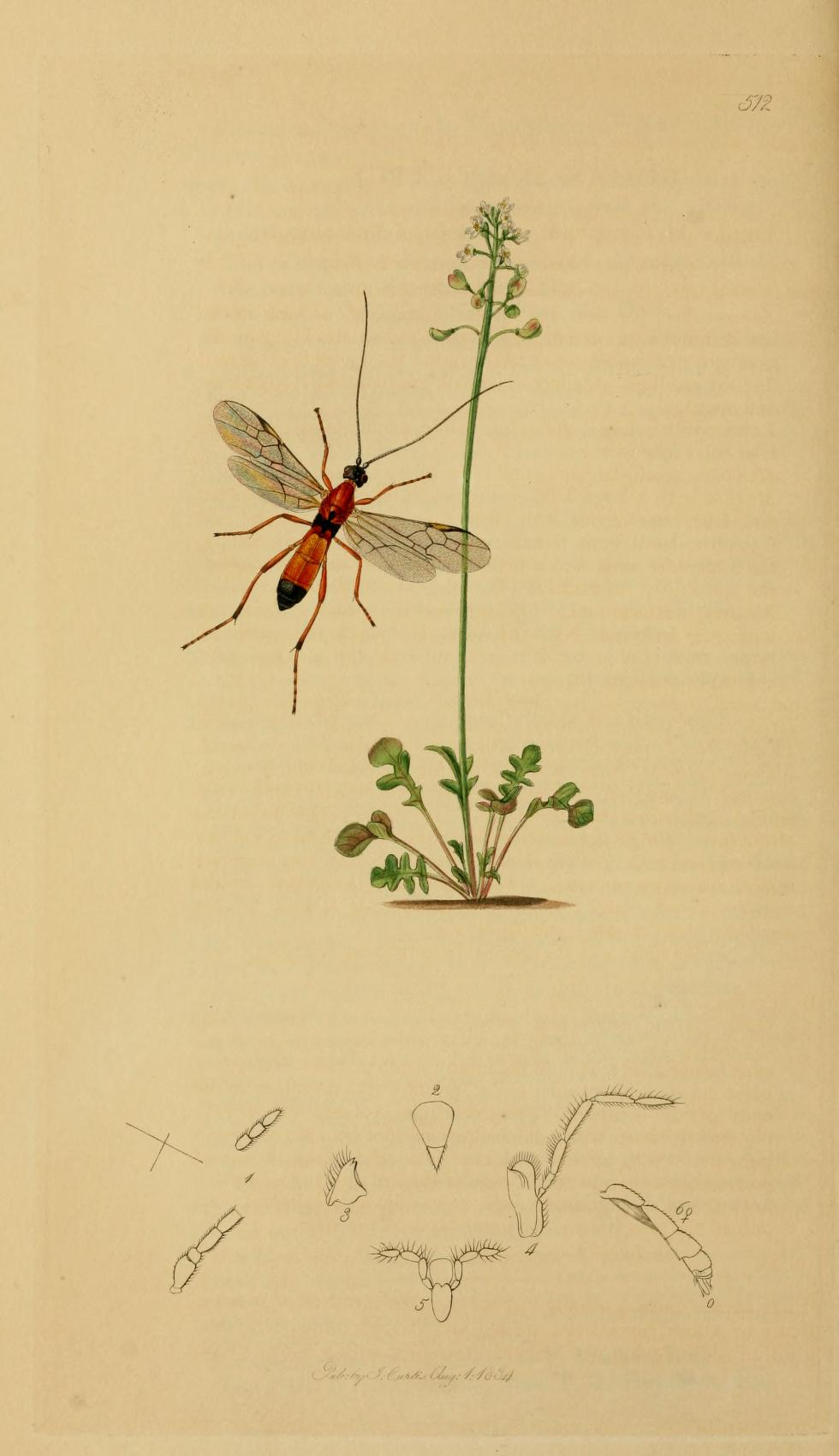

## Dottertaxa tillRogas, i alfabetisk ordning[1]
- Rogas abraxas
- Rogas aequalis
- Rogas annulifemur
- Rogas areatus
- Rogas areolatus
- Rogas ashmeadi
- Rogas asmaranus
- Rogas atripes
- Rogas baguioensis
- Rogas banksi
- Rogas benguetensis
- Rogas bevisi
- Rogas bicolor
- Rogas bicoloratus
- Rogas breviventris
- Rogas brownii
- Rogas capensis
- Rogas cerurae
- Rogas ceylonicus
- Rogas citernii
- Rogas coloratus
- Rogas crassipalpus
- Rogas desertus
- Rogas ecuadoriensis
- Rogas elongatus
- Rogas erythroderus
- Rogas eupoeyiae
- Rogas fascipennis
- Rogas festivus
- Rogas flavomarginatus
- Rogas flavus
- Rogas fritschii
- Rogas fulvinervis
- Rogas fusciceps
- Rogas fuscovarius
- Rogas grandimaculatus
- Rogas hova
- Rogas iliganensis
- Rogas inaequalis
- Rogas indianensis
- Rogas indicus
- Rogas insignicornis
- Rogas insignis
- Rogas kanpurensis
- Rogas lateralis
- Rogas longicollis
- Rogas luteus
- Rogas luzonensis
- Rogas maculicornis
- Rogas melanocephalus
- Rogas melanocerus
- Rogas melanosoma
- Rogas melanospilus
- Rogas melleus
- Rogas meridianus
- Rogas mimeuri
- Rogas mimicus
- Rogas modestus
- Rogas nigricans
- Rogas nigricarpus
- Rogas nigriceps
- Rogas nigridorsum
- Rogas nigristigma
- Rogas nigronotatus
- Rogas nigroornatus
- Rogas nigrovenosus
- Rogas orientalis
- Rogas ornatus
- Rogas oyeyamensis
- Rogas palavanicus
- Rogas pallidipalpis
- Rogas pictipennis
- Rogas pilosus
- Rogas plecopterae
- Rogas praeustus
- Rogas punctipleuris
- Rogas pygmaeus
- Rogas roonensis
- Rogas roxanus
- Rogas rufifemur
- Rogas ruspolii
- Rogas sanchezi
- Rogas saturatus
- Rogas scioensis
- Rogas semiluteus
- Rogas semirufus
- Rogas separatus
- Rogas siccitesta
- Rogas signaticornis
- Rogas signativena
- Rogas somaliensis
- Rogas speciosicornis
- Rogas steinbachi
- Rogas striatifrons
- Rogas subquadratus
- Rogas surrogatus
- Rogas tertiarius
- Rogas testaceicollis
- Rogas transvaalensis
- Rogas tricolor
- Rogas unicarinatus
- Rogas varicarinatus
- Rogas varinervis
- Rogas ventrimacula
- Rogas vestitor
- Rogas vollenhoveni
- Rogas yanagiharai